# 達比尼夫卡
49°3′42″N 33°55′17″E / 49.06167°N 33.92139°E
達比尼夫卡（烏克蘭語：Дабинівка）是烏克蘭中部的村莊，隸屬波爾塔瓦州的克雷門丘克區。該村分別距離克里尼奇涅1.5公里、科門丹蒂夫卡2公里和波魯巴伊1公里，海拔高度80米，2001年人口503。